# بیژن رنجبر
بیژن رنجبر (زاده ۱۳۴۵ در خرم‌آباد) استاد تمام رشته بیوفیزیک و در حال حاضر سرپرست دانشگاه آزاد اسلامی است. وی در خرداد ۱۳۸۹ به ریاست دانشگاه تربیت مدرس منصوب شد و تا ۳ تیر ۱۳۹۳ ریاست دانشگاه را بر عهده داشت. وی عضو هیئت علمی و استاد تمام دانشکدهٔ علوم زیستی دانشگاه تربیت مدرس است. او مدتی قائم‌ مقام رئیس دانشگاه آزاد اسلامی در امور هیات ممیزه، گسترش و انتصابات و سپس به عنوان قائم مقام رئیس این دانشگاه در امور بین‌الملل و پیشرفت علمی بود و تا ۲۳ خرداد ۱۴۰۴ این سمت را برعهده داشت. وی پس از ترور محمدمهدی طهرانچی بر اثر حملهٔ اسرائیل، سرپرست دانشگاه آزاد اسلامی شد.

## سوابق تحصیلات عالی
- کارشناسی: شیمی، دانشگاه اصفهان، شهریور ۱۳۶۷
- کارشناسی ارشد: بیوشیمی، دانشگاه تهران(I.B.B)، شهریور ۱۳۷۰
- دکتری تخصصی: بیوفیزیک، انستیتو فیزیک و تکنولوژی مسکو - انستیتو بیولوژی ملکولی انگلهارت - مسکو، شهریور ۱۳۷۶

## عضویت در مجامع علمی
- انجمن زیست‌شناسی ایران، مهر ۱۳۷۸
- عضو هیئت مؤسس انجمن بیوشیمی فیزیک ایران، تابستان ۱۳۸۰
- عضو هیئت مدیره و خزانه دار انجمن بیوشیمی فیزیک ایران، ۱۳۸۵–۱۳۸۱
- انجمن پروتئین آمریکا، از فروردین ۱۳۸۲ به‌مدت یکسال
- عضو کمیته پروتئومیکس فرهنگستان علوم پزشکی جمهوری اسلامی ایران، از اردیبهشت ۱۳۸۴ تا ۱۳۸۸
- عضو هیئت مؤسس و عضو هیئت مدیره انجمن پروتئومیکس پزشکی ایران، از مرداد ۱۳۸۵ تا ۱۳۸۷
- عضو هیئت مؤسس انجمن مهندسی حیات، خرداد ۱۳۸۹

## کتاب (نگارش) یا ترجمه
- بیوفیزیک، انتشارات سنجش تکمیلی
- بیوفیزیک، اندیشه ظهور - دانشگاه علوم پزشکی و خدمات بهداشتی و درمانی شهید بهشتی - مرکز تحقیقات پروتئومیکس بالینی
- مبانی بیوفیزیک (تألیف- زیرچاپ)، دانشگاه تربیت مدرس
- طیف‌سنجی دورنگ نمایی دورانی (تألیف - در دست انجام)، دانشگاه تربیت مدرس
- موسیقی حیات: زیست‌شناسی ماورای ژنوم (ترجمه - در دست انجام)

## طرحهای تحقیقاتی اجراشده یا در دست اقدام
- مطالعه مقایسه‌ای بنای فضایی ایمونوگلوبولین M انسانی و فاکتور روماتوئید، دانشگاه تربیت مدرس
- سنتز آلفا دی اکسیم‌ها و بررسی اثرات آن بر روی برخی از پروتئین‌ها و اسیدهای نوکلئیک با روشهای محتلف اسپکتروسکوپی(CD,NMR,…) و الکتروشیمیایی، دانشگاه تربیت مدرس و دانشگاه لرستان
- کلون سازی و تولید انبوه اینترلوکین ۲ و افزایش فعالیت بیولوژیکی آن، دانشگاه تربیت مدرس
- DNA به عنوان یک نانوسیم: بررسی اثرات رطوبت، دانشگاه تربیت مدرس
- جداسازی و تعیین ویژگیهای بیوشیمیایی و بیوفیزیکی آنزیم‌های لیپولیتیک با پتانسیل کاربرد در صنایع از میکروبهای محیطی، دانشگاه تربیت مدرس
- طراحی و ساخت نانوسیم DNA با استفاده از فناوری تکثیر تکدما و مطالعه ساختاری و پایداری آن با روش‌های دو رنگ نمایی دورانی و نانوکالریمتر روبشی تفاضلی، دانشگاه تربیت مدرس
- طراحی و ساخت نانو لوله DNA با استفاده از نرم‌افزار Cadnano و تکنیک DNA اوریگامی، دانشگاه تربیت مدرس

## فعالیت‌های اجرایی
- سرپرست دانشگاه آزاد اسلامی از ۲۳ خرداد ۱۴۰۴
- قائم مقام رئیس دانشگاه آزاد اسلامی در امور بین‌الملل و پیشرفت علمی از ۲۹ مهر ۱۴۰۲ تا کنون
- قائم مقام رئیس دانشگاه آزاد اسلامی به عنوان مسئول تمشیت و رسیدگی به امور دانشگاه آزاد اسلامی استان تهران از ۲۰ بهمن ۱۴۰۲ تا ۱۴ آبان ۱۴۰۳
- قائم مقام رئیس دانشگاه آزاد اسلامی در امور هیات ممیزه، گسترش و انتصابات از ۲۶ دی ۱۳۹۷ تا ۲۸ مهر ۱۴۰۲
- رئیس مرکز جذب و امور هیئت علمی دانشگاه آزاد اسلامی از ۲۶ دی ۱۳۹۷ تاکنون
- مسئول دبیرخانه‌های شورای عالی گسترش دانشگاه و هیئت ممیزه مرکزی دانشگاه از ۲۶ دی ۱۳۹۷ تاکنون
- سخنگوی دانشگاه آزاد اسلامی از ۱۳ بهمن ۱۳۹۷
- معاون پژوهش و فناوری سازمان مرکزی دانشگاه آزاد اسلامی - از ۲۶ شهریور ۱۳۹۶ تا ۲۶ دی ۱۳۹۷
- سرپرست پژوهشگاه مرکزی دانشگاه آزاد اسلامی - از ۴ آذر ۱۳۹۶ تا ۲۶ دی ۱۳۹۷
- رئیس دانشگاه تربیت مدرس – از ۳ خرداد ۱۳۸۹ تا ۳ تیر ۱۳۹۳
- عضو شورای گسترش آموزش عالی – از ۲۵ خرداد ۱۳۸۹ به مدت ۳ سال
- قائم مقام رئیس دانشگاه تربیت مدرس – از ۲۵ آبان ۱۳۸۸ تا ۳ خرداد ۱۳۸۹
- سرپرست کمیته برنامه‌ریزی زیست‌شناسی وزارت علوم، تحقیقات و فناوری – از ۱۳ مرداد ۱۳۸۹ تاکنون
- دبیر و مسئول دبیرخانه هیئت اجرایی جذب هیئت علمی دانشگاه تربیت مدرس – از ۴ بهمن ۱۳۸۸ تا ۳ خرداد ۱۳۸۹
- رئیس کارگروه تخصصی زیست فناوری وزارت علوم، تحقیقات و فناوری – از ۹ بهمن ۱۳۸۷ تا ۳۰ تیر ۱۳۸۹
- عضو ستاد توسعه زیست فناوری کشور – از ۱۳۸۸ تا ۳۰ تیر ۱۳۸۹
- معاون دبیر شورای عالی زیست فناوری کشور – از ۱۳ آبان ۱۳۸۵ تا تابستان ۱۳۸۷
- معاون پشتیبانی و منابع انسانی دانشگاه – از اواخر اردیبهشت ۱۳۸۷ تا ۴ بهمن ۱۳۸۸
- نماینده رئیس دانشگاه در کمیته ترفیع اعضای هیئت علمی دانشگاه – از ۲۳ اسفند ۱۳۸۸ تا ۳ خرداد ۱۳۸۹
- رئیس کمیسیون تخصصی علوم پایه هیئت ممیزه دانشگاه تربیت مدرس - از ۲۰ شهریور ۱۳۸۵
- مدیر پژوهشهای کاربردی دانشگاه - از ۲۲ آبان ۱۳۸۴ تا ۱۲ آبان ۱۳۸۷
- عضو کمیسیون دائمی هیئت امنای پژوهشکده بیوتکنولوژی کشاورزی – از ۲۳ تیر ۱۳۸۸ تاکنون
- مدیر گروه بیوفیزیک دانشگاه تربیت مدرس - از ۱۴ فروردین ۱۳۸۶
- معاون اداری و مالی دانشکده علوم پایه دانشگاه تربیت مدرس – از آذر ۱۳۸۳ تا ۲۲ آبان ۱۳۸۴
- رئیس بخش زیست‌شناسی دانشگاه تربیت مدرس – از ۲۸ دی ۱۳۸۱ تا آذر ۱۳۸۳
- مدیر گروه بیوفیزیک دانشگاه تربیت مدرس - از ۱۱ آبان ۱۳۷۸ تا آذر ۱۳۸۳
- نماینده دانشکده در دفتر پژوهشهای کاربردی دانشگاه تربیت مدرس - از ۴ اردیبهشت ۱۳۷۸ تا ۲۲ آبان ۱۳۸۴
- مسئول آزمایشگاه‌های دانشکده علوم پایه دانشگاه تربیت مدرس - از ۲۶ خرداد ۱۳۷۷ تا ۱۴ دی ۱۳۸۴

## عضویت در کمیته‌ها و فعالیتهای علمی
- عضو هیئت ممیزه مرکزی وزارت علوم، تحقیقات و فناوری – از ۲۱ بهمن ۱۳۸۸ به مدت ۲ سال
- عضو کمیسیون تخصصی گروه شیمی و زیست‌شناسی هیئت ممیزه مرکزی وزارت علوم، تحقیقات و فناوری – از ۲۱ بهمن ۱۳۸۸ به مدت ۲ سال
- عضو هیئت ممیزه دانشگاه تربیت مدرس ـ از ۲۴ تیر ۱۳۸۵ تاکنون
- عضو کمیته برنامه‌ریزی زیست‌شناسی معاونت آموزشی وزارت علوم، تحقیقات و فناوری – از ۱۳ مرداد ۱۳۸۹ تاکنون
- عضو و رئیس کمیسیون تخصصی علوم پایه هیئت ممیزه دانشگاه تربیت مدرس - از ۲۰ شهریور ۱۳۸۵
- عضو کمیته پروتئومیکس فرهنگستان علوم پزشکی جمهوری اسلامی ایران ـ از ۱۷ اردیبهشت ۱۳۸۴ تا ۱۳۸۸
- عضو کمیسیون هماهنگی شورای عالی زیست فناوری – از ۱۳۸۵
- عضو کمیته زیست فناوری دانشگاه ـ از ۲۶ شهریور ۱۳۸۵ تاکنون
- عضو شورای نشر دانشگاه – از ۳۱ فروردین ۱۳۸۹ به مدت ۲ سال
- عضو کمیته تخصصی نانو دانشگاه تربیت مدرس – از ۷ اردیبهشت ۱۳۸۹ به مدت ۲ سال
- عضو قطب علمی زیست‌فناوری دانشگاه تربیت مدرس ـ از ۱۸ مهر ۱۳۸۴ تاکنون
- عضو شورای فناوری مرکز رشد پژوهشگاه ملی مهندسی ژنتیک و زیست فناوری ـ از ۲۵ تیر ۱۳۸۵
- عضو شورای پژوهشی دانشگاه تربیت مدرس – از ۱۳۸۴
- عضو شورای مدیران پژوهشی دانشگاه تربیت مدرس – از ۱۳۸۴
- عضو کمیسیون مولکولی دوره دکترای پیوسته بیوتکنولوژی دانشگاه تهران ـ از ۲۶ اسفند ۱۳۸۲ به مدت دو سال
- عضو صاحب نظر در سمینار یکروزه هم‌اندیشی در رابطه با سند ملی زیست فناوری – ۲۹ تیر ۱۳۸۳
- عضو کمیته تخصصی دکتری بخش زیست‌شناسی دانشگاه تربیت مدرس - از ۲۸ آبان ۱۳۸۰
- عضو کمیته تخصصی سلولی و ملکولی انجمن زیست‌شناسی ایران - از ۱ مهر ۱۳۸۰
- عضو کمیته اجرایی کارگاه آموزشی رزونانس مغناطیسی هسته با قدرت تفکیک بالا (NMR – ۵۰۰) با همکاری دانشگاه تربیت مدرس و شرکت بروکر آ لمان در دانشگاه تربیت مدرس، ۱۲–۱۶ مهر ۱۳۷۷
- عضو کمیته علمی سومین سمینار بیوشیمی فیزیک ایران – دانشگاه تهران، ۴–۶ اسفند ۱۳۷۷
- عضو کمیته علمی چهارمین سمینار بیوشیمی فیزیک ایران – دانشگاه تهران، ۲۶–۲۸ بهمن ۱۳۷۸
- عضو کمیته علمی اولین کنگره بیوشیمی و بیوفیزیک ایران – دانشگاه تهران، ۲۷–۲۸ دی ۱۳۷۹
- عضو کمیته علمی نهمین کنفرانس سراسری زیست‌شناسی ایران – دانشگاه تهران، ۲۵–۲۷ مرداد ۱۳۷۹
- عضو کمیته علمی پنجمین سمینار بیوشیمی فیزیک ایران – دانشگاه کرمان، ۱۶–۱۸ خرداد ۱۳۸۰
- عضو کمیته علمی یازدهمین کنفرانس سراسری زیست‌شناسی ایران - دانشگاه ارومیه، ۳–۱ شهریور ۱۳۸۲
- عضو کمیته علمی دوازدهمین کنفرانس سراسری زیست‌شناسی ایران - دانشگاه همدان، ۳–۱ شهریور ۱۳۸۳
- عضو کمیته علمی ششمین سمینار بیوشیمی فیزیک ایران – دانشگاه دامغان، ۱۶–۱۸ شهریور ۱۳۸۳
- عضو کمیته علمی هشتمین کنگره سراسری بیوشیمی ایران و اولین کنگره بین‌المللی بیوشیمی و بیولوژی ملکولی - دانشگاه تربیت مدرس، ۲۰–۲۴ شهریور ۱۳۸۴
- عضو کمیته داوری چهارمین جایزه بیوتکنولوژی دانشگاه تربیت مدرس- تیر ۱۳۸۴
- عضو کمیته علمی وستاد اجرایی چهاردهمین کنفرانس سراسری و دومین کنفرانس بین‌المللی زیست‌شناسی ایران - دانشگاه تربیت مدرس، ۹–۷ شهریور ۱۳۸۵
- عضو کمیته علمی پنجمین همایش ملی بیوتکنولوژی جمهوری اسلامی ایران، ۳–۵ آذر ۱۳۸۶
- عضو کمیته علمی اولین کنفرانس و کارگاه ریاضی- شیمی، ۹–۱۱ بهمن ۱۳۸۶
- عضو کمیته‌های علمی و اجرایی اولین کنگره پروتئومیکس پزشکی ایران، اسفند ۱۳۸۶
- شرکت در طراحی و تصحیح سؤالات آزمون ورودی تحصیلات تکمیلی مجموعه زیست‌شناسی - سازمان سنجش آموزش کشور، وزارت علوم، تحقیقات و فن آوری، از ۱۳۷۹ ادامه دارد
- عضو کمیته علمی و دبیر نهمین کنفرانس بیوشیمی فیزیک ایران – دانشگاه تربیت مدرس، ۶–۵ اسفند ۱۳۸۸
- عضو کمیته علمی کنفرانس و کارگاه ریاضی شیمی دانشگاه تربیت مدرس، شهریور ۸۸
- عضو کمیته داوری ششمین جایزه بیوتکنولوژی دانشگاه تربیت مدرس – تیر ۱۳۸۸
- عضو کمیته علمی ششمین همایش بیوتکنولوژی ایران – مرداد ۱۳۸۸

## دوره‌های آموزشی و پژوهشی طی شده
- دوره آموزشی زبان روسی در انستیتو فیزیک و تکنولوژی مسکو (۱۵ سپتامبر ۱۹۹۳ – ۳ ژوئیه ۱۹۹۴)
- دوره آموزشی بیوانفورماتیک در انستیتو بیولوژی ملکولی انگلهارت مسکو (۱۱ – ۱۹ سپتامبر ۱۹۹۶)
- دوره آموزشی تکنیک هایstopped flow–circular dichroism & fluorescence stopped flow به مدت یک هفته در شهر گرنوبل فرانسه، شهریور ۱۳۸۰
- کارگاه روش تحقیق – دانشگاه تربیت مدرس، مهر ۱۳۸۰
- دوره آموزشی برنامه‌ریزی استراتژیک – ۶ هفته (هفته‌ای چهار ساعت) – دانشکده اقتصاد دانشگاه تهران، پاییز ۱۳۸۴
- کارگاه آموزشی ۱۶ ساعته مهارت کشف و حل مسئله ((TRIZ – مؤسسه مطالعات نوآوری و فناوری ایران، اسفند ۱۳۸۵
- کارگاه تجاری سازی نتایج تحقیقات در زیست فناوری، ۱۴ دی ۱۳۸۵
- دوره آموزشی انتقال فناوری – با همکاری سازمان پژوهشهای علمی و صنعتی ایران، مرکز انتقال تکنولوژی آسیا و اقیانوسیه، پارک فناوری پردیس، از ۲۹ مهر ۱۳۸۶ لغایت ۱ آبان ۱۳۸۶

## جوایز
- دانشجوی نمونه – دفتر سرپرستی دانشجویان در روسیه، روسیه سفید و اوکراین - مسکو ۱۳۷۶
- همکار اصلی طرح پژوهشی برنده جایزه دوم و سوم بیوتکنولوژی دانشگاه تربیت مدرس، ۱۳۸۰ و ۱۳۸۶
- پژوهشگر برتر ـ سال‌های ۱۳۸۲، ۱۳۸۳، ۱۳۸۴، ۱۳۸۶ و ۱۳۸۷
- استاد نمونه دانشگاه ـ سال ۱۳۸۵
- استاد نمونه کشوری، ۸۹–۱۳۸۸
- کسب رتبه سوم پژوهشهای بنیادی در بیست و ششمین جشنواره بین‌المللی خوارزمی ۱۳۹۱